# Weihui (écrivain)
Œuvres principales
Shanghai Baby
Weihui (ou Wei Hui), de son vrai nom Zhou Weihui (traditionnel: 周衛慧 simplifié: 周卫慧), née à Yuyao en 1973 est une écrivaine chinoise.
Les œuvres de Zhou Weihui abordent les thématiques du souci de l’individualisation et de la place de la jeunesse dans la société contemporaine. Elle évoque abondamment la culture de la jeune génération caractéristique de Shanghai.
L'écrivaine est souvent associée à Mian Mian, autre membre de la nouvelle génération.

## Biographie
Weihui est née en 1973 à Yuyao dans le Zheijiang, ville où elle grandit.
Elle a achevé ses études de chinois en 1995 à l'Université de Fudan à Shanghai avant d'exercer divers métiers.

## Œuvre
Weihui et Mian Mian appartiennent toutes deux au courant littéraire de l'« écriture du corps » (shenti xiezuo). Leur œuvre a aussi en commun d'être liée à la ville de Shanghai, ville cosmopolite. Les scènes de sexe et de drogue ont valu à Shanghai Baby de Weihui et aux Bonbons chinois de Mian Mian d'être censurés.
Paru en septembre 1999, Shanghai Baby est un succès auprès des lecteurs chinois (110 000 exemplaires vendus à la mi-avril 2000). Les plaintes de certains lecteurs entrainent cependant sa mise au pilon par son éditeur. En mai, le roman est interdit par les autorités en tant qu'œuvre « de bas niveau, qui propage des idées nihilistes et une conception de la vie vulgaire et décadente et qui, de plus, est parsemée de passages obscènes ». La censure a accru le succès du roman, aisément disponible à Shanghai. 
Il a été largement traduit à l'étranger. L'héroïne, Coco, écrit son premier roman autobiographique. Son petit ami, dont la mère est femme d'affaires à l'étranger, se drogue. Elle prend pour amant un expatrié allemand marié.
Wo de Shan (Mon Zen, traduit en anglais sous le titre Marrying Buddha 2005), suite du précédent, a été censuré, modifié et finalement renommé avant publication ; il narre les aventures de Coco à New York.

## Liste de œuvres
- Folle comme Weihui, 像卫慧那样疯狂, Xiang Weihui name fengguang
- Le cri strident du papillon, 蝴蝶的尖叫, Hudie de jianjiao, 1998
- 上海宝贝, Shanghai Baobei, (Shanghai Baby), Shengyang, Chunfeng wenyi, 1999  (ISBN 3-550-08343-2)
- 我的禅, Wo de Shan, (Marrying Buddha), 2005,  (ISBN 3-550-08620-2)
- 狗爸爸 (Dog Dad), 2007  (ISBN 978-7-5063-3984-1)

### Traduit en français
- Shanghai Baby, Philippe Picquier 2003, collection Picquier poche,  (ISBN 2-87730-634-8)
- Wei Hui, « La chambre de l'amant », trad. Elsa Chalaux, dans Wang Anyi, Chen Danyan, Wei Hui, Cheng Naishan et Tang Yin, Shanghai, fantômes sans concession, Autrement, « Littérature/Romans d'une ville », 2004, p. 5-26.

## Adaptation au cinéma
- Shanghai Baby, film allemand de Berengar Pfahl, 2007[6].